# Fort Nassau (Ghana)
Fort Nassau era una fortezza olandese sulla Costa d'Oro, in Africa.

## Antefatto alla costruzione
Dal 1598, i mercanti olandesi avevano iniziato a commerciare nella Costa d'Oro africana, per quanto molte di quelle aree fossero già state occupate dai portoghesi.
Dopo la firma della Tregua dei dodici anni tra Spagna-Portogallo e Repubblica Olandese nel 1609, ad ogni modo, i rapporti tra le due potenze sembrarono peggiorare ulteriormente in campo coloniale. I portoghesi disponevano ora di sufficienti risorse per proteggere il loro monopolio commerciale ed iniziarono ad attaccare gli avamposti olandesi lungo la costa che, dal punto di vista dei portoghesi, erano illegittimi. L'avamposto di Mouri venne bruciato e raso al suolo nel 1610. I mercanti olandesi chiesero quindi agli Stati Generali della Repubblica Olandese il permesso di costruire un forte sulla costa. Gli Stati Generali accolsero positivamente la richiesta ed inviarono sul posto Jacob Clantius, il quale divenne il primo generale e governatore della Costa d'Oro nel 1611. Nel 1612, il Trattato di Asebu venne siglato tra gli olandesi ed i capi di Asebu, il che permise loro di erigere Fort Nassau a Mouri.

## Storia
Nel 1612, Clantius fece costruire il forte di Mouri il quale ad ogni modo, per la scarsa famigliarità degli olandesi nel costruire ai tropici, apparve da subito in condizioni instabili. Nel 1624, gli olandesi espansero e rinforzarono il forte. Fort Nassau divenne la capitale della Costa d'Oro olandese sino al 1637, quando gli olandesi non presero Fort Elmina ai portoghesi.
Alla fine del 1781 il capitano Thomas Shirley a bordo della fregata HMS Leander, assieme allo sloop HMS Alligator, salpò alla volta della Costa d'Oro olandese con un convoglio composto da alcuni vascelli mercantili e trasporti. L'Inghilterra era in guerra con la Repubblica Olandese e Shirley lanciò un attacco con scarsi risultati il 17 febbraio proprio contro l'avamposto olandese di Elmina, il quale però venne respinto quattro giorni dopo. La Leander  e Shirley riuscirono però a catturare quattro altri forti olandesi: Fort Nassau (20 cannoni), Fort Amsterdam (32 cannoni) a Kormantine (Courmantyne o Apam, Fort Lijdzaamheid o Fort Patience (22 cannoni)), Fort Goede Hoop (18 cannoni) a Senya Beraku (Berricoe, Berku, Fort Barracco), e Fort Crèvecœur (32 cannoni), ad Accra. Shirley quindi si insediò coi suoi uomini al Castello di Cape Coast.

## Galleria d'immagini

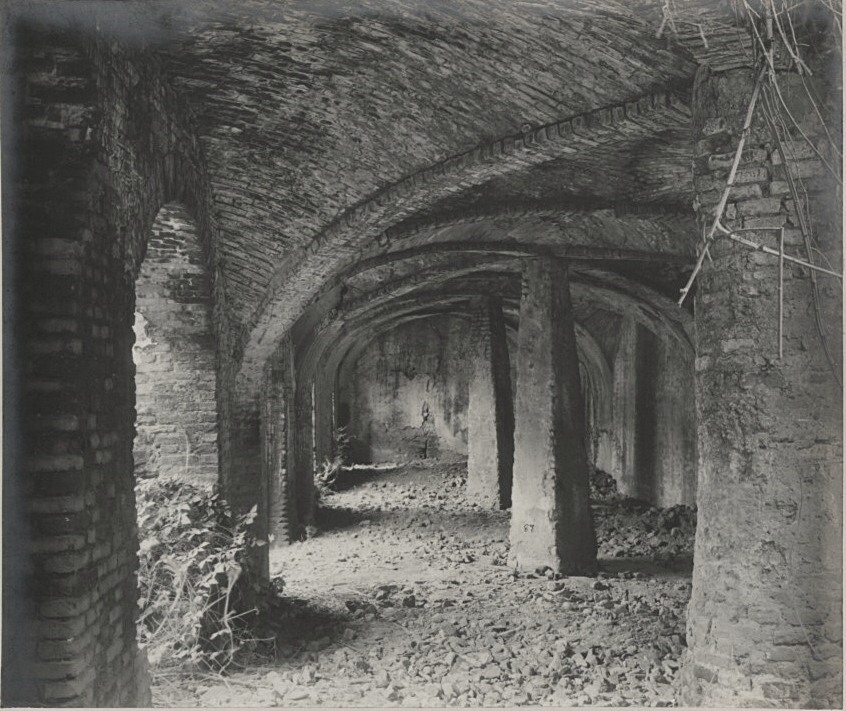
La sala delle guardie di Fort Nassau, anni '90 dell'Ottocento
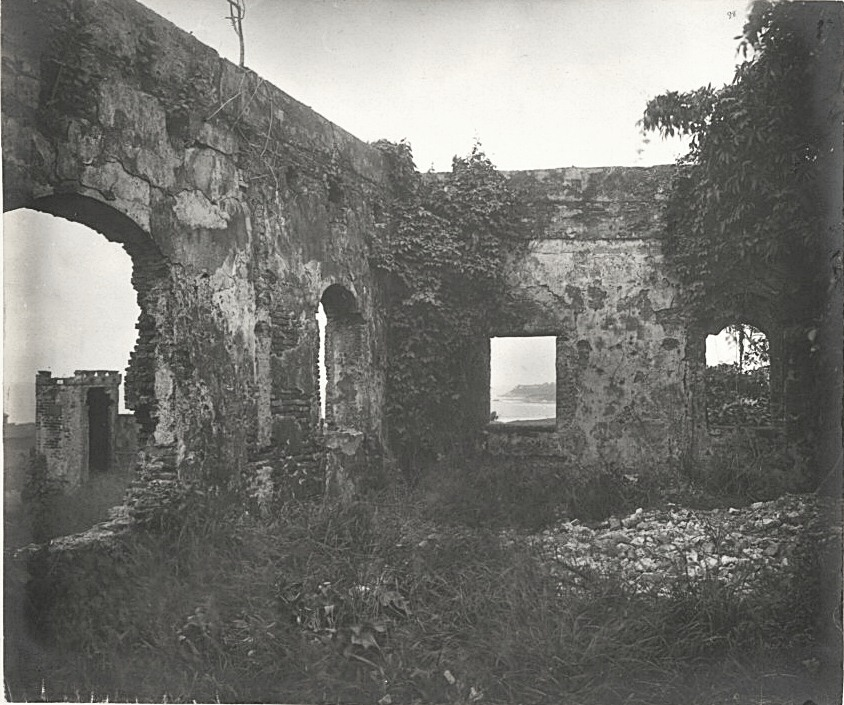
I quartieri dove risiedeva Willem Bosman a Fort Nassau, anni '90 dell'Ottocento
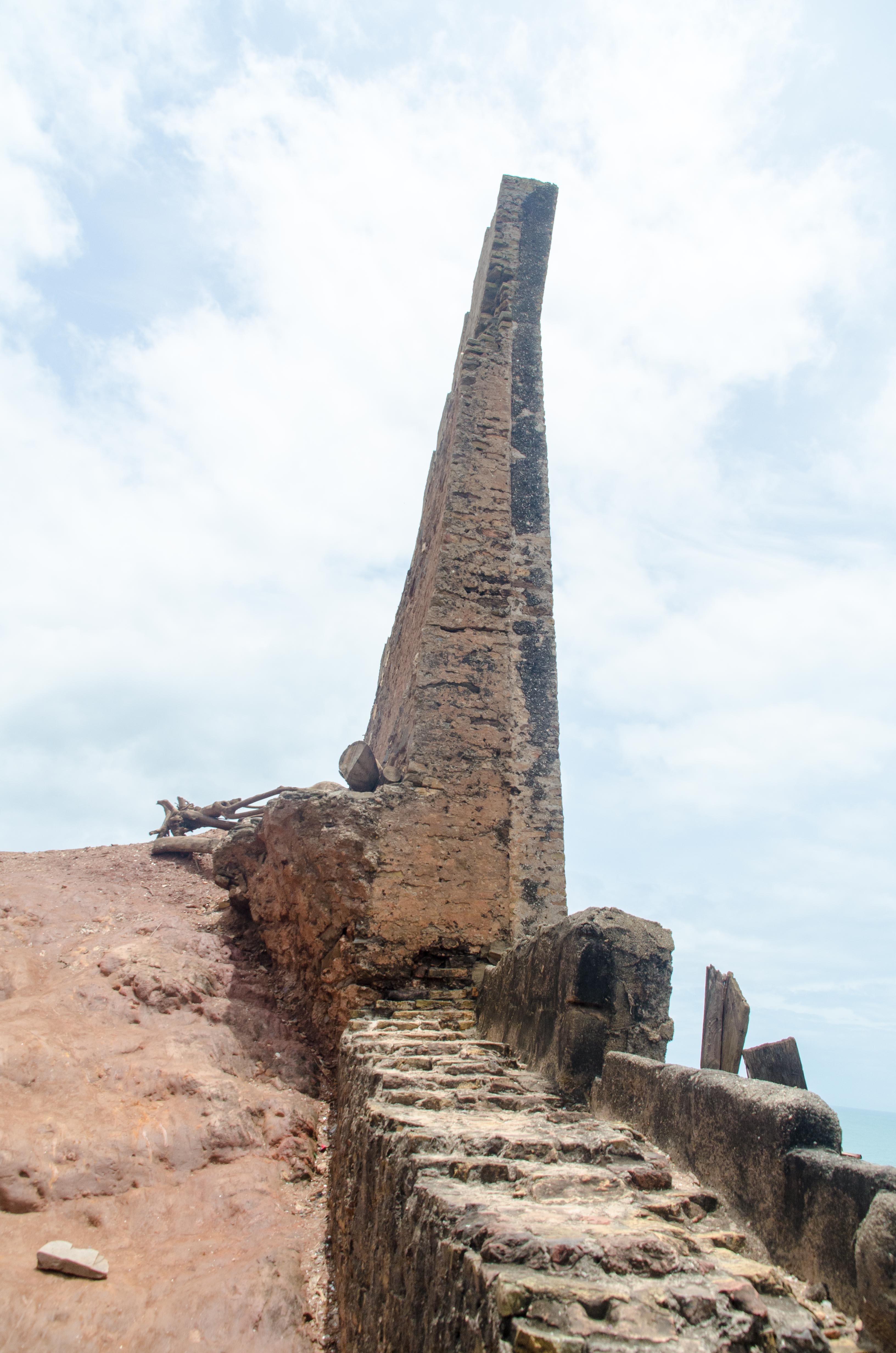
Resti di Fort Nassau
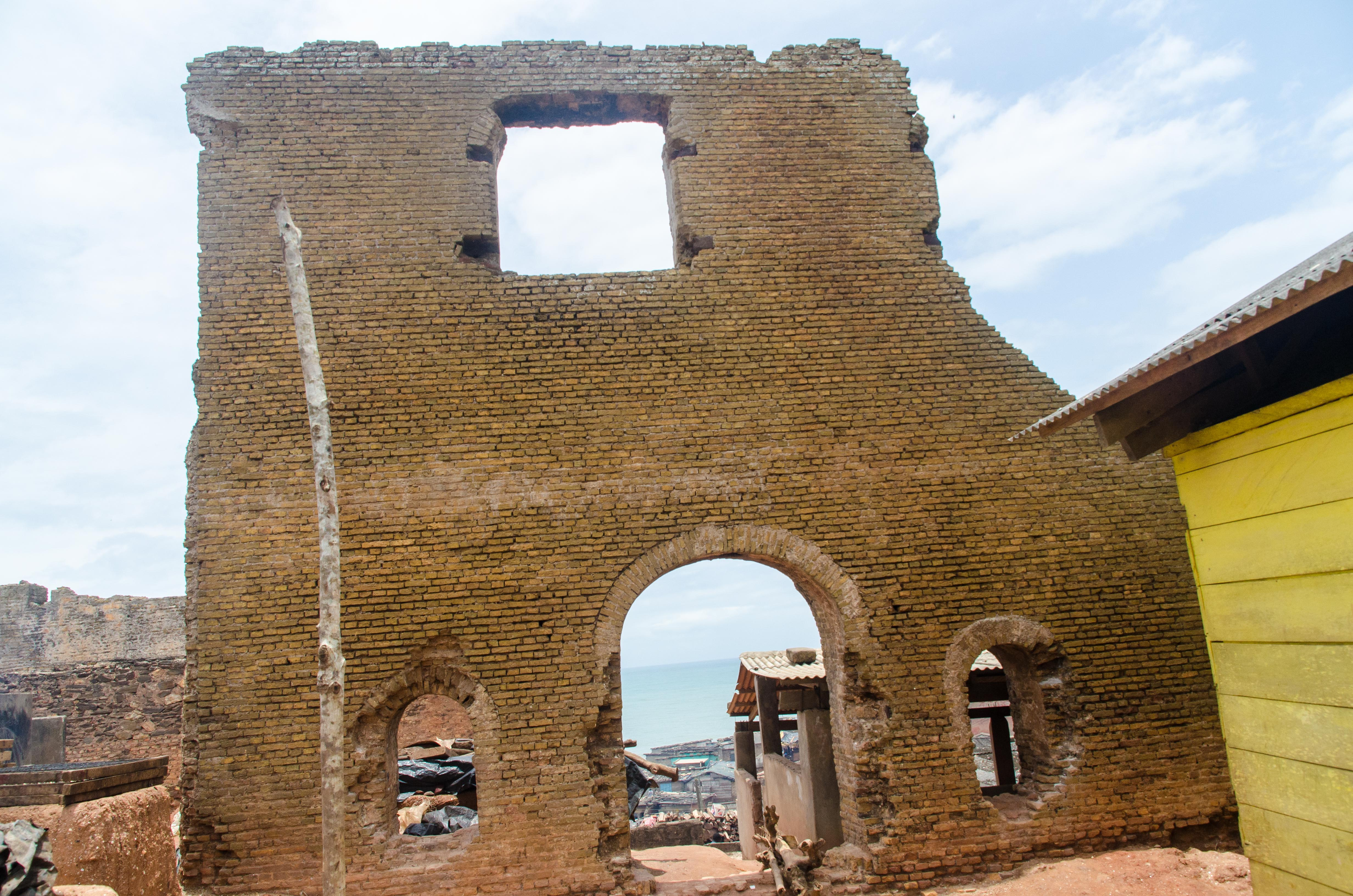
Rovine di Fort Nassau